# Membitkortet
Membitkortet var ett nationellt förmånskort för universitets- och högskolestudenter. Det fungerade bland annat som studentlegitimation och berättigar till rabatterade resor med SAS och SJ. Innehavare av Membitkortet erbjöds även rabatter och förmåner från andra företag och organisationer. Kortet lanserades 2004.